# Peter North
Peter North, rodným jménem Alden Brown, pseudonym Matt Ramsey, přezdívaný též Beer Can, Decorator, Senator, Old Faithful, Sperminator, Sir Cumalot (* 11. května 1957, Halifax, Nové Skotsko, Kanada) je kanadský pornografický herec, režisér, scenárista, střihač, kameraman a producent. Proslavil se v této branži mj. technikou zvanou "facial cumshot".
Jde o jednoho z nejznámějších světových pornoherců a podnikatelů v tomto oboru, který s velkým komerčním úspěchem účinkuje v tomto oboru více než 25 let (od roku 1982). Vyniká zejména svojí svalnatou postavou a mladistvým vzhledem. Jeho pornoherecká filmografie čítá více než 1600 titulů, režijní více než 70 titulů.
Začínal v gay pornu pod pseudonymem Matt Ramsey, ale následně přešel do heterosexuálních mužských rolí.